# Разьнево
Разьнево (пол. Raźniewo) — село в Польщі, у гміні Плонськ Плонського повіту Мазовецького воєводства.
Населення — 159 осіб (2011).
У 1975-1998 роках село належало до Цехановського воєводства.

## Демографія
Демографічна структура станом на 31 березня 2011 року:
|          | Загалом | Допрацездатний вік | Працездатний вік | Постпрацездатний вік |
| -------- | ------- | ------------------ | ---------------- | -------------------- |
| Чоловіки | 69      | 13                 | 47               | 9                    |
| Жінки    | 90      | 28                 | 40               | 22                   |
| Разом    | 159     | 41                 | 87               | 31                   |